# عريك
عريك (الاسم العلمي Anarhichas)، جنس أسماك بحرية من فصيلة أسماك الذئب. موطنها المحيط الأطلسي والمحيط الهادي.

## الأنواع
يوجد حاليًا أربعة أنواع معترف بها في جنس العريك
- عريك شمالي Krøyer, 1845 (عريك شمالي)
- عريك أطلسي كارولوس لينيوس, 1758
- عريك أبقع Ólafsson, 1772 (عريك أبقع)
- عريك بيرنغ بيتر سيمون بالاس, 1814 (عريك بيرنغ)